# Plutonium-238
Plutonium-238 (238Pu nebo Pu-238) je radioaktivní izotop plutonia s poločasem přeměny 87,7 let.
Plutonium-238 je silným zdrojem částic alfa; ty se dají snadno odstínit a tak je plutonium-238 vhodné do radioizotopových termoelektrických generátorů a radioizotopových ohřívačů. Hustota plutonia-238 za pokojové teploty činí přibližně 19,8 g/cm3 (vypočteno z atomové hmotnosti a atomového objemu,elementární buňka obsahuje 16 atomů a má objem 0,319 96 nm3). Jeden gram 238Pu vytvoří tepelný výkon kolem 0,57 W.

## Historie

### Původní tvorba
Plutonium-238 se stalo jedním z prvních objevených izotopů plutonia. Poprvé jej vytvořil Glenn Seaborg se svými spolupracovníky v prosinci 1940 ostřelováním uranu-238 deuterony, čímž vzniklo neptunium-238, jehož následnou β− přeměnou vzniklo plutonium-238.
 238
92 U +  2
1 H →  238
93 Np + 2  1
0 n
Vzniklý izotop neptunia se poté změnil β− přeměnou s poločasem 2,12 dne na plutonium-238:
 238
93 Np →  238
94 Pu +  0
−1 e + elektronové antineutrino
Plutonium-238 se rozpadá na uran-234, jenž je součástí uran-radiové řady, končící olovem-206. Nejvíce plutonia-238 bylo vyrobeno v reaktoru v Savannah River ozařováním neptunia-237 (poločas 2,144×106 let) neutrony.
 237
93 Np +  1
0 n →  238
93 Np
Neptunium-237 je vedlejším produktem výroby plutonia-239 pro zbraně a po uzavření továrny v roce 1988 obsahovalo 238Pu zhruba 16% příměs 239Pu.

### Radiační pokusy na lidech

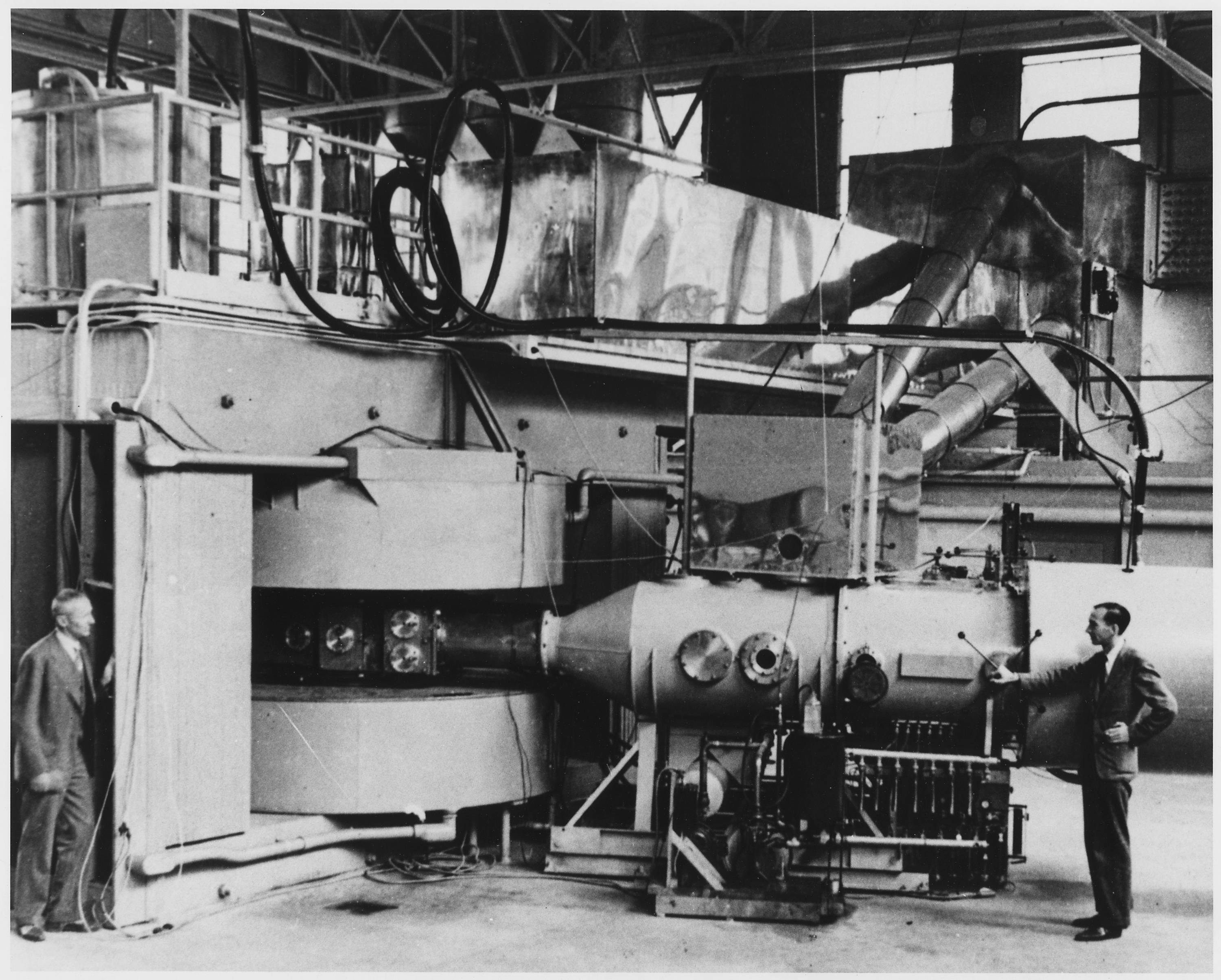
Lawrencův cyklotron na Kalifornské univerzitě v Berkeley v srpnu 1939, tv té době nejvýkonnější urychlovač na světě. Glenn T. Seaborg a Edwin M. McMillan (vpravo) jeho prostřednictvím objevili plutonium, neptunium a řadu dalších transuranů a jejich izotopů, za což získali v roce 1951 Nobelovu cenu za chemii.

Plutonium bylo poprvé vyrobeno v roce 1940 a izolováno v roce 1941 chemiky z Kalifornské university v Berkeley.
Krátce po objevu plutonia byl zahájen projekt Manhattan, kde byla před rokem 1944 většina výzkumu zaměřena na malé vzorky vytvořené ve velkých cyklotronech v Lawrence Berkeley National Laboratory a na Washingtonově univerzitě v St. Louis.
Většina potíží, na které se narazilo během projektu Manhattan, se týkala tvorby a testování jaderných paliv. Jako štěpitelné se ukázaly jak uran, tak i plutonium, ale bylo třeba izolovat izotopy vhodné pro jaderné bomby. Po získání malých vzorků plutonia nebyly známy jejich účinky na zdraví. V letech 1942 a 1943 byly v cyklotronech vyrobeny mikrogramy plutonia; v roce 1943 prohlásil Robert Oppenheimer, že „existuje jen dvacetina miligramu tohoto prvku“. Na jeho žádost bylo do října 1943 vyrobeno 1,2 mg plutonia, přičemž většina byla přemístěna za účelem dalšího zkoumání do Los Alamos.
Druhý jaderný reaktor, postavený na tajném místě v Oak Ridge, začal plně pracovat v roce 1944. V listopadu 1943, krátce po jeho prvním spuštění, se podařilo získat 500 mg Pu, které bylo ale smíchané s velkým množstvím uranového paliva a vyžadovalo další chemické zpracování. Gramy plutonia byly dostupné až na jaře 1944.
Průmyslová výroba plutonia začala v březnu 1945 po zprovoznění reaktoru B v Hanford Site; ovšem v roce 1944 došlo k nehodám při skladování plutonia. V srpnu 1944 byl chemik Donald Mastick v obličeji zasažen chloridem plutonitým a následně jej část spolkl. Glenn Seaborg, objevitel řady transuranů, například plutonia, navrhl bezpečnostní opatření ve výzkumu plutonia; napsal, že „program na sledování stop plutonia v těle by měl být zahájen co nejdříve ... s nejvyšší možnou prioritou“.
Po získání obohaceného plutonia-239 použitelného v jaderných zbraních se 238Pu ukázalo jako nebezpečnější než 239Pu, protože má kratší poločas přeměny a je silným zdrojem částic alfa. Bylo zjištěno, že plutonium se z těla odstraňuje velmi pomalu, hromadí se a má silně nepříznivé účinky na zdraví.
Mezi 10. dubnem 1945 a 18. červencem 1947 bylo, jako součást projektu Manhattan, do 18 osob vstříknuto plutonium v dávkách od 0,095 do 5,9 mikrocurie (μCi).
Albert Stevens obdržel v roce 1945 3,5 μCi 238Pu a 0,046 μCi 239Pu, tedy plutonium o celkové aktivitě 3,546 μCi (131 kBq) bez poskytnutí informovaného souhlasu a vysoce radioaktivní plutonium-238 (vyrobené ostřelováním přírodního uranu deuterony) tak významně přispělo k jeho celoživotní dávce ozáření. Pokud by veškeré plutonium podané do jeho těla bylo déle žijící 239Pu, jako v jiných experimentech prováděných v té době, dávka by byla výrazně nižší. Krátký poločas přeměny 238Pu, pouze 87,7 let (oproti 24 100  rokům u 239Pu, vedl k tomu, že se v těle přeměnila velká část nuklidu.
Protože Stevens žil dalších 20 let, než zemřel na onemocnění srdce, tak dostal nejvyšší známou celkovou dávku ionizujícího záření ze všech lidí. Moderními výpočty byla efektivní dávka za celý jeho život odhadnuta na 64 Sv.

### Zbraně
První využití mělo 238Pu v součástech jaderných zbraní vyrobených v Mound Laboratories pro Lawrence Livermore National Laboratory. Mound Laboratories již měly zkušenosti s výrobou polonia-210 pro modulované iniciátory neutronů a s prací s několika těžkými prvky. První vzorek 238Pu sem přišel v roce 1959.
K výrobě zbraní bylo potřeba získávat kolem 1 kg 238Pu každý rok po dobu 3 let. Pomocí práce 3 směn denně a 6 dnů každý týden se podařilo v Savannah River dosáhnout výroby 238Pu kolem 20 kg za rok po tři roky. Zúžení požadavků vedlo k efektivitě přibližně 3 %,[ujasnit] a výroba byla ukončena roku 1964.[zdroj?]

### V radioizotopových termoelektrických generátorech
V lednu 1957 započal v Mound Laboratories výzkum radioaktivních materiálů s ohledem na jejich využití v termočláncích pro přímou přeměnu tepla na elektrickou energii; zdrojem tepla bylo ze začátku polonium-210.
V roce 1961, R. T. Carpenter použil 238Pu jako palivo pro první radioizotopový termoelektrický generátor vyslaný do vesmíru, jako pomocný pohon družice Transit IV. Vhodný nuklid do velkých generátorů pro programy NASA měl být vybrán do 21. ledna 1963.
Na začátku roku 1964 vyvinuli vědci z Mound Laboratories jiný způsob výroby součástí zbraní, který vedl k navýšení účinnosti výroby na 98 %. Tímto bylo možné přesáhnout výrobu 238Pu v Savannah River a vytvořit generátory vhodné pro SNAP-27 v sondách vyslaných na Měsíc, v sondách Pioneer, přistávacích modulech sond Viking, dalších družicích Transit a v sondách programu Voyager, kde všechny zdroje tepla založené na 238Pu byly vyrobeny v Mound Laboratories.
Radioizotopové generátory našly využití také v přístrojích pro seismické experimenty umístěných na Měsíci posádkou Apolla 11 a v  měsíčních a marsovských roverech a v sondě Galileo.

### Kardiostimulátory poháněné radioizotopovými generátory

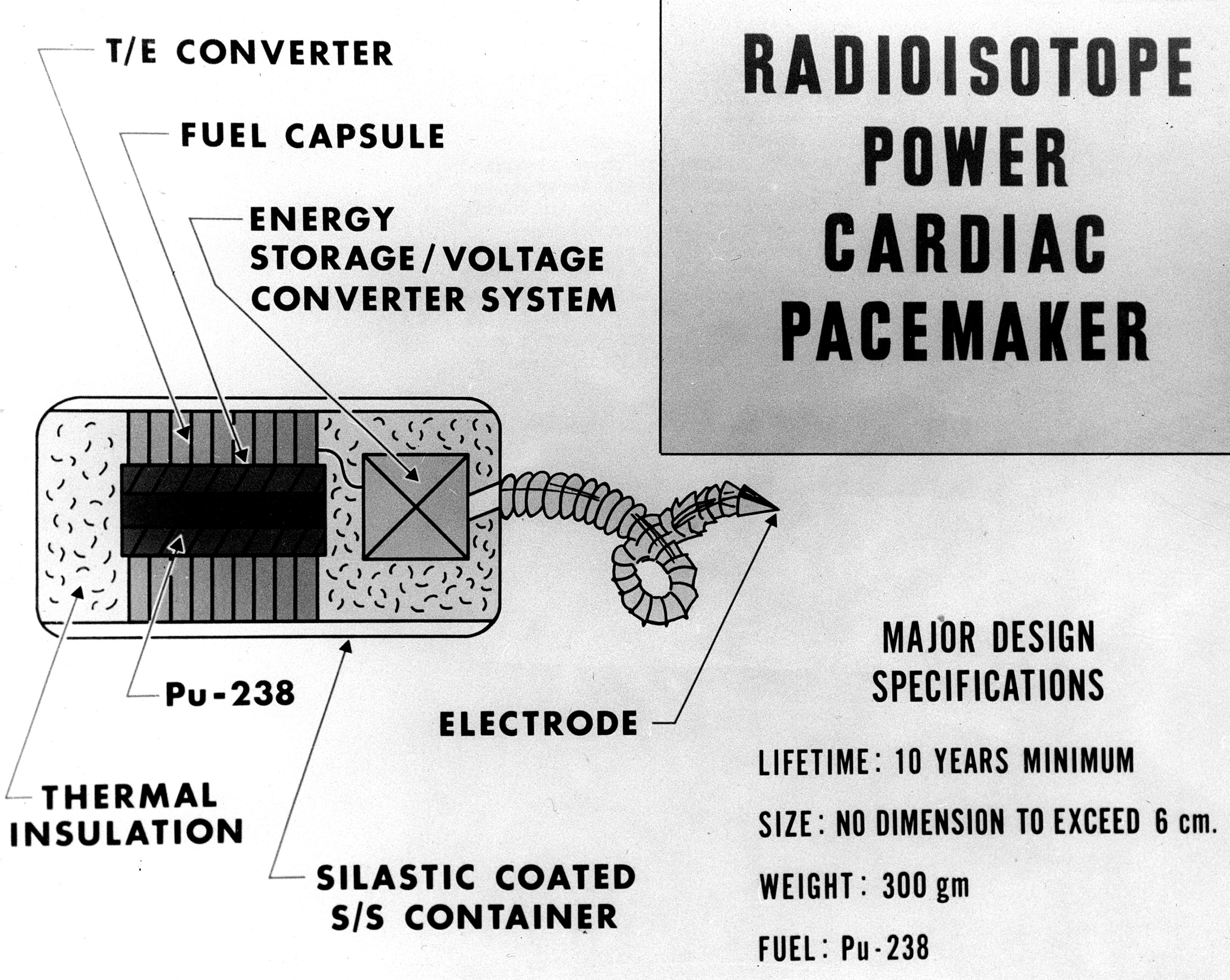
Kardiostimulátor poháněný radioizotopovým generátorem; jaderná baterie stimuluje srdce se špatnou funkcí.

Jakmile se plutonium-238 stalo dostupným pro nevojenská použití, tak byla navržena řada různých využití, například v kardiostimulátorech.
Po zjištění, že zdroj tepla nezůstane při zpopelnění nepoškozen, byl tento program zastaven.[zdroj?]
V roce 2007 žilo 9 lidí z původních 139 s kardiostimulátory poháněnými radioizotopovými generátory. Po jejich smrti by kardiostimulátory měly být odstraněny a poslány do Los Alamos, kde z nich bude zpětně získáno plutonium.
V časopise New England Journal of Medicine byl popsán případ ženy, která měla voperovaný kardiostimulátor tohoto typu, jenž po desítkách let byl stále v provozu.

## Výroba
Reaktorové plutonium z vyhořelého paliva obsahuje různé izotopy plutonia; 238Pu z nich představuje pouze 1–2 %, ovšem vytváří velkou část krátkodobého zbytkového tepla, protože má oproti ostatním izotopům plutonia krátký poločas přeměny. Reaktorové plutonium není vhodné na výrobu 238Pu do radioizotopových generátorů, protože je jeho oddělení od ostatních izotopů obtížné.
Čisté plutonium-238 se vyrábí působením neutronů na neptunium-237, které lze získat přepracováním vyhořelého paliva nebo ozařováním americia neutrony. Terče se vyčistí chemicky, proces zahrnuje mimo jiné rozpouštění v kyselině dusičné, kterým se vyextrahuje plutonium-238. 100kg vzorek paliva z lehkovodního reaktoru ozařovaný tři roky obsahoval kolem 700 g (0,7 hmotnostních %) neptunia-237, které bylo třeba oddělit a přečistit. Významná množství čistého 238Pu se vytváří rovněž v thoriovém palivovém cyklu.
K březnu 2015 bylo pro civilní využití ve vesmíru dostupných 35 kg 238Pu; mimo něj zůstalo 17 kg ve stavu splňujícím požadavky NASA na využití jako zdroj energie; tato část byla použita ve vícemisním radioizotopovém termoelektrickém generátoru pro mise Mars 2020 a dva další takové generátory mají být použity v uvažované misi v roce 2024. Po nich zbude 21 kg a pouze přibližně 4 kg splňující požadavky NASA. I přes to, že se množství izotopu při jeho skladování v důsledku rozpadu postupně snižuje, tak jej lze upravit do vhodné podoby smícháním s menším množstvím právě vytvořeného 238Pu, což zvýší obsah izotopu, a tak i hustotu energie.

## Použití
Hlavní využití má 238Pu jako zdroj tepla v radioizotopových termoelektrických generátorech; toto zařízení bylo vynalezeno v roce 1954. Prototyp využíval jako zdroj tepla 210Po a od roku 1957 pokračoval výzkum radioaktivních látek a termočlánků vhodných pro přímou přeměnu tepla na elektrickou energii pomocí polonia-210.
V roce 1966 byla vydána studie popisující možné využití plutonia-238 pro vesmírná využití, zaměřená na přeměnu energie prostřednictvím Rankinova a Braytonova cyklu s plutoniem-238 jako hlavním zdrojem tepla. Teplota vytvářená z plutonia-238 dosahovala 400 až 1000 °C, ovšem později se podařilo ji zvýšit až na 2000 °C, což zlepšilo účinnost soustav. Účinnost Rankinova cyklu byla mezi 15 a 19 % při teplotách kolem 1000 K, zatímco Braytonův cyklus měl za teplot nad 1100 K účinnost převyšující 20 %. Termoelektrické generátory se vyznačovaly nízkou účinností (3–5 %), ale vysokou spolehlivostí. Termiontové přeměny měly za vhodných podmínek podobné účinnosti jako u Braytonových cyklů.
Termoelektrické generátory byly vyvinuty v 60. a 70. letech 20. století v Národní laboratoři v Los Alamos za účelem využití v kardiostimulátorech. Z 250 vyrobených kardiostimulátorů poháněných plutoniem jich po více než 25 letech bylo stále 22 v provozu, čehož se nedosáhlo u žádného bateriového.
Stejný druh zařízení byl použit v řadě vesmírných sond, jako jsou Pioneer 10 a 11, Voyager 1 a 2, Cassini–Huygens, New Horizons, Mars Science Laboratory a Perseverance, pro dlouhodobé získávání energie.